# 南紀白浜温泉

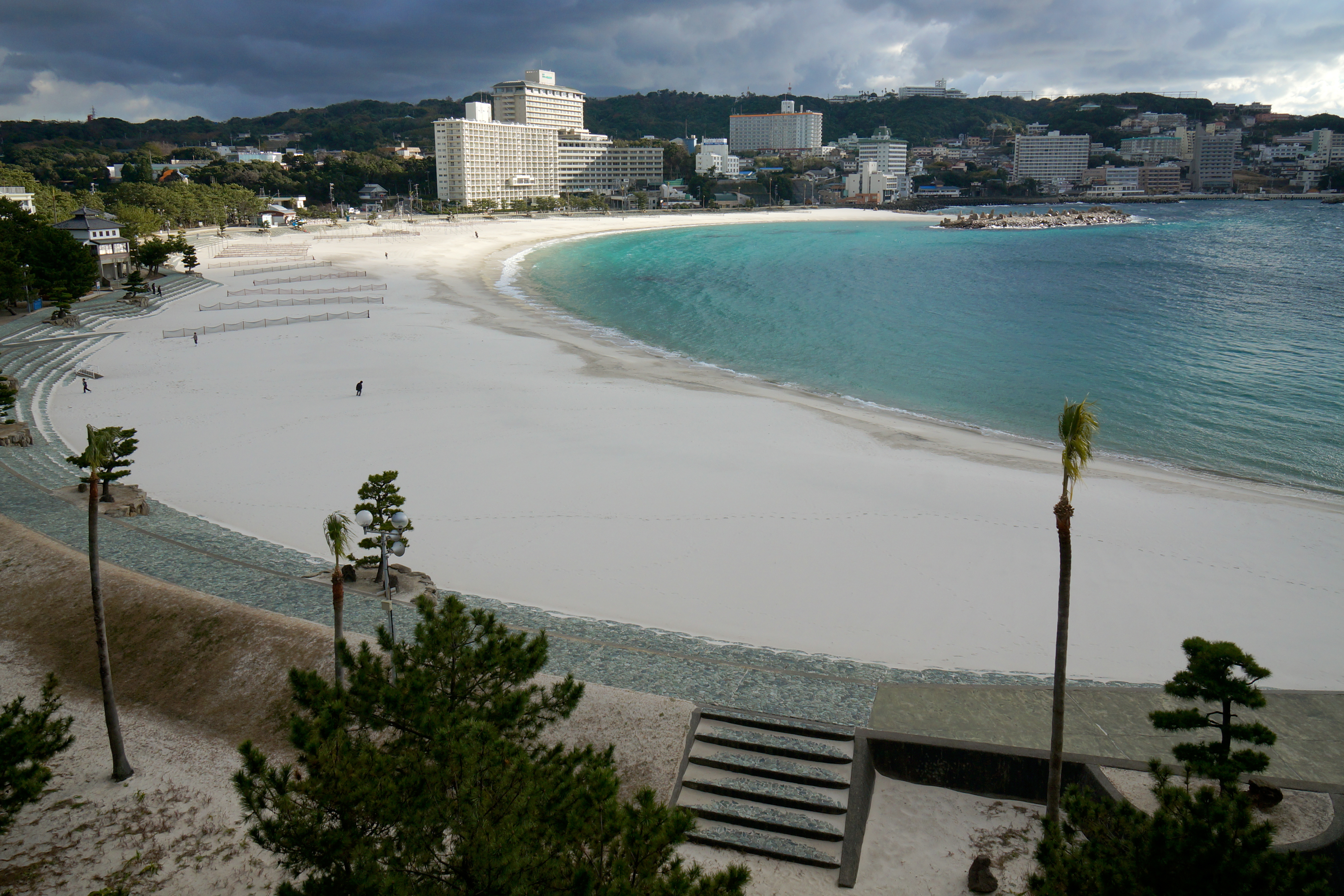
白良浜

南紀白浜温泉（なんきしらはまおんせん。自治体、及び和歌山県での公式名称では白浜温泉しらはまおんせん）は和歌山県西牟婁郡白浜町にある温泉である。かつては熱海温泉、別府温泉と並んで「日本三大温泉」と言われていた。
温泉として非常に歴史が古く、日本三古湯のひとつに数えられ、古い文献では牟婁の湯と呼ばれていた。広義での白浜は温泉郷であり、さらに湯崎、大浦、古賀浦、綱不知、白浜、更に近年は東白浜、新白浜を加え7ヶ所の温泉地に細分できる。白良浜を中心に海岸沿いに温泉施設、宿泊施設が広がっており、周辺には多くの観光地もあるリゾートとなっている。紀勢自動車道の南紀白浜インターチェンジや南紀白浜空港もあり遠方からの交通の便もよい。

## 歴史
日本書紀に、当時の歴代天皇が訪れたことが記載されている日本屈指の古湯である。
- 658年 - 斉明天皇
- 690年 - 持統天皇
- 701年 - 文武天皇
- 万葉集に牟婁の湯が登場している。

それ以後、貴族（江戸時代は紀州藩主）から庶民まで、たくさんの人が白浜温泉を楽しんでいる。江戸末期には『紀伊続風土記』によれば、「村中六十余戸、皆浴客の旅舎となり、飲食玩好歌舞の類に至るまで都会の地に羞じざる…」と記されるほどの殷賑振りを見せた。
もっとも、1940年（昭和15年）の白浜町制施行前の当地域は瀬戸鉛山村（せとかなやまむら）といい、牟婁の湯として古くより名を馳せていたのは鉛山地区（湯崎地区）にある温泉であった。
今日に見る大規模な温泉街が作られたのは第一次世界大戦後の1919年（大正8年）、鉛山地区に対抗して独自の温泉場を作る試みが地元有志の手で始められ、3年後の1922年（大正11年）に瀬戸と鉛山のほぼ中間の白良浜付近にて源泉を掘り当てることに成功して以降で、このころに「白浜」という温泉名が作られた（『白浜町史 本編下巻一』）。このとき、白浜の名の根拠となったのは、鉛山湾に面した白良浜である。白良浜はケイ酸含有率90パーセント以上の石英砂からなり、ガラスの原料として移出されていたこともあった。白良浜の白い砂は古くから知られており、歌枕として使われたり、白いことの形容として使われたこともした。
この後、白浜の名は、当時の商船会社が「白浜温泉」の名で温泉の宣伝に努めたことや、温泉開発にあたった小竹岩楠の会社が1923年（大正12年）にあらためて白浜温泉自動車株式会社を名乗ったことに加えて、1929年（昭和4年）の昭和天皇の白浜行幸によって全国に報じられたことで、定着がすすんでいった。このように観光開発が主導して作られ、広められた名であったために、白浜を駅名や町名として採るにあたっては、旧来の鉛山地区との対立から、大きく難航した。
また、「南紀白浜（温泉）」という呼び名もこうした観光上の要請から使われ始め、定着したものである。「南紀」とは本来は紀伊国（廃藩置県後の和歌山県全域と三重県の一部）を指す地域区分である。南紀地域内での地域区分としてさらに紀南があり、白浜は紀南に含まれる。地理学者の山口恵一郎は、「南紀」が広く流通し始めたのは、戦後の観光ブームに即したものであるとしており、これがさらに昭和40年代頃には南紀と紀南が互換的に使用されるようになっていった。
もっとも、白浜町、白浜町観光協会ならびに和歌山県での公式名称は白浜温泉、小学館の日本地名百科事典、昭文社地図での名称は白浜温泉である。また、関西地方や西日本では「白浜」で十分通用するので、白浜温泉と呼んでいる。
戦後まもなくは、和歌山県南部が新婚旅行スポットとなったことで注目を浴び、また京阪神の奥座敷として団体観光客向けの歓楽温泉として発展する。その当時は「ヌードスタジオ」というストリップ劇場が数件あったが1960年代初頭に姿を消し、白浜にはピンク関係の店舗などは現存していない。その後1975年（昭和50年）頃から南紀白浜アドベンチャーワールドや白浜エネルギーランドの開園に伴い、家族向けのレジャー温泉地へと変化を遂げている。

## 温泉湧出のしくみ
白浜温泉は日本列島を覆うどの火山帯にも属しておらず、火山が周辺にないのに温泉が湧き出ていることが不思議とされてきた温泉でもある。ところが近年の調査で、白浜、有馬などの一帯の高温で噴き出す温泉は火山性の温泉ではなく、フィリピン海から潜り込んだプレートから滲出した高温の地下水が滞留しているものであることが、核燃料サイクル開発機構（現：日本原子力研究開発機構）より研究報告された。

## 泉質
- 食塩泉・炭酸泉・重曹泉
  - 源泉温度32℃ - 85℃。

### 効能
胃腸病・神経痛・リウマチなど
※ 効能は万人に効果を保証するものではない。

## 温泉街

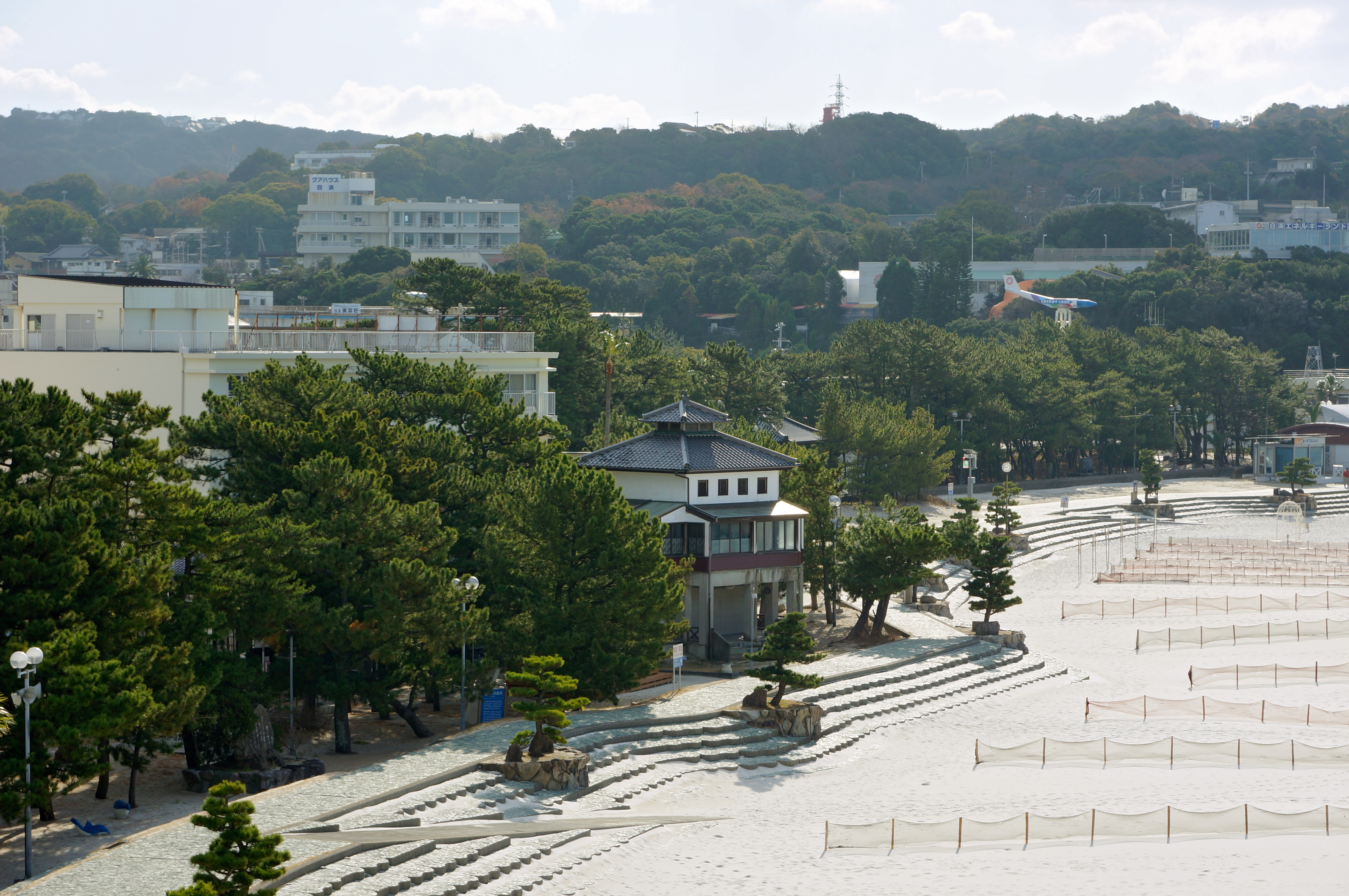
白良浜の北部、中央が白良湯

白良浜沿いの南部には大規模なホテルが林立しているが、温泉街には民宿や旅館などもある。ほとんどの宿泊施設は浴室に温泉を引いているが、温泉施設のみの共同浴場や料亭・オートキャンプ場の中に温泉を併設したとした施設も見られる。大きなホテルや旅館では有料で温泉のみの利用もできる。温泉街にある温泉神社では、6月に献湯祭が行われる。その際、一部共同浴場に無料で入浴することができる。

### 共同浴場

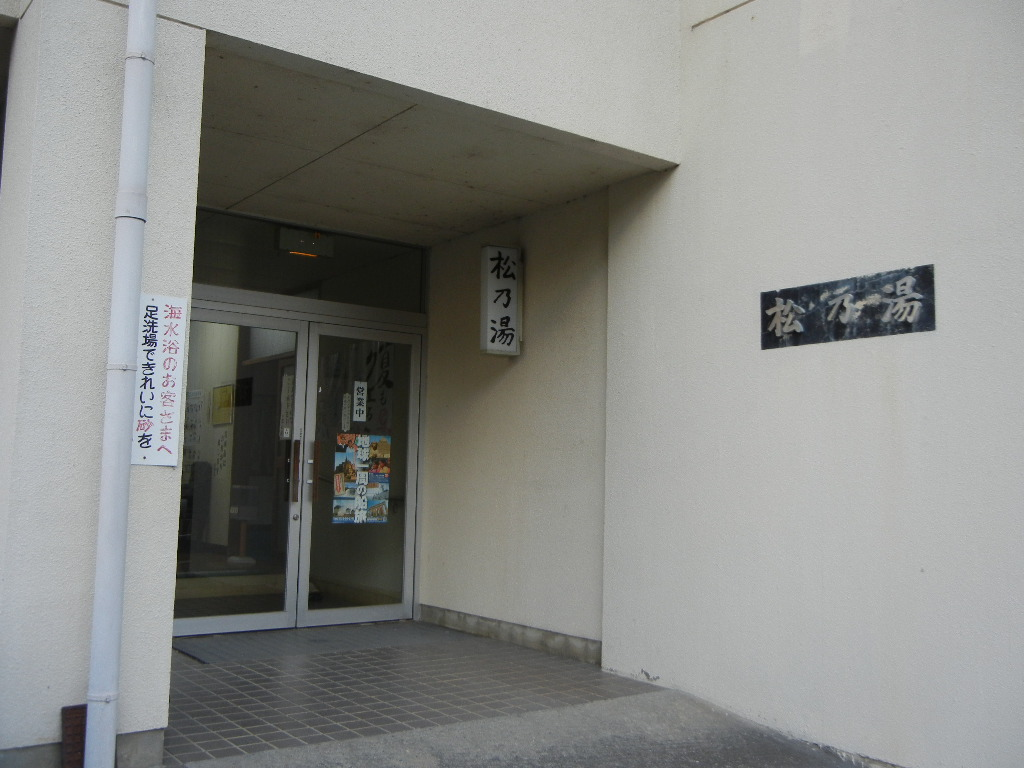
松の湯
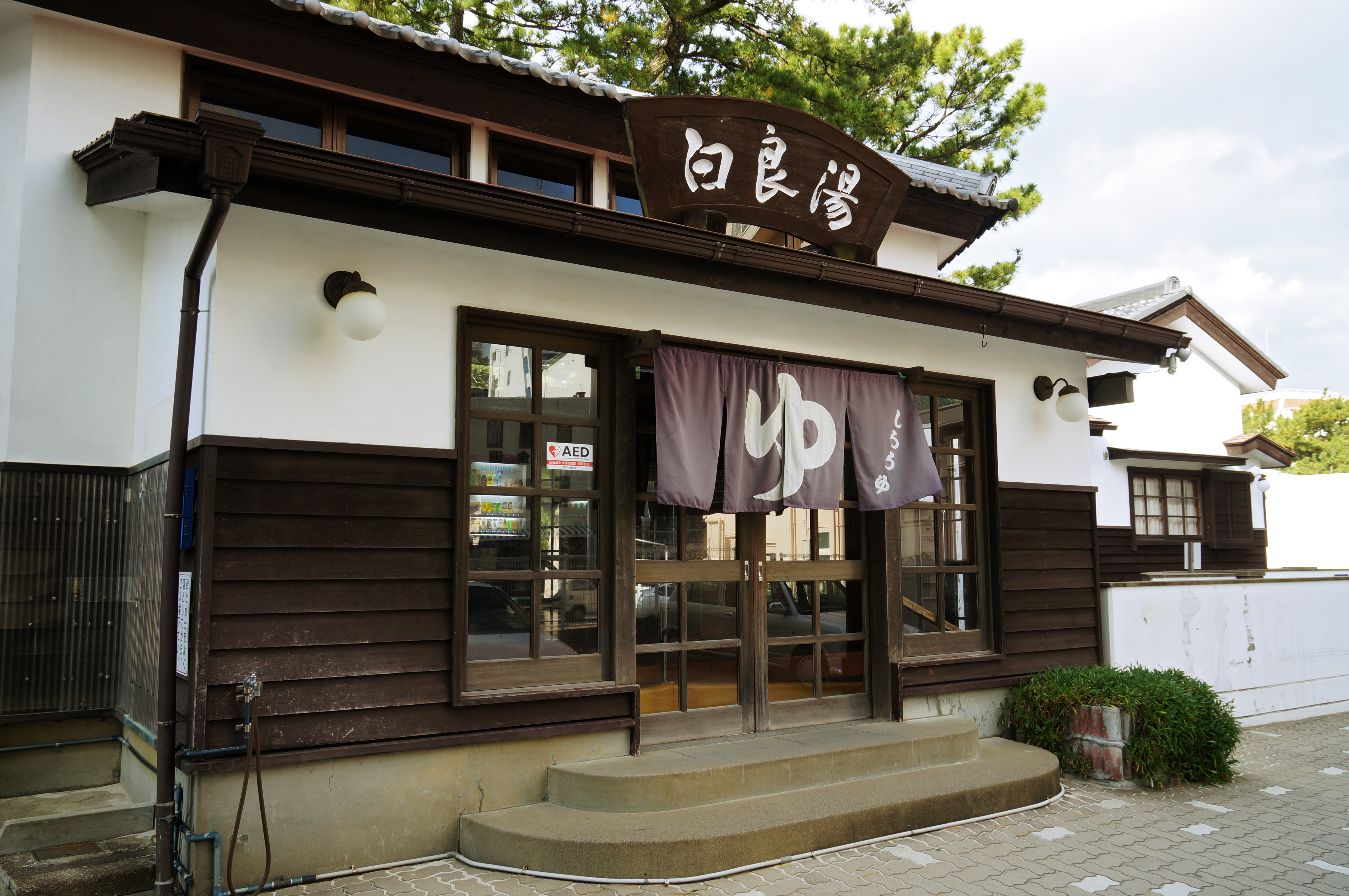
白良湯
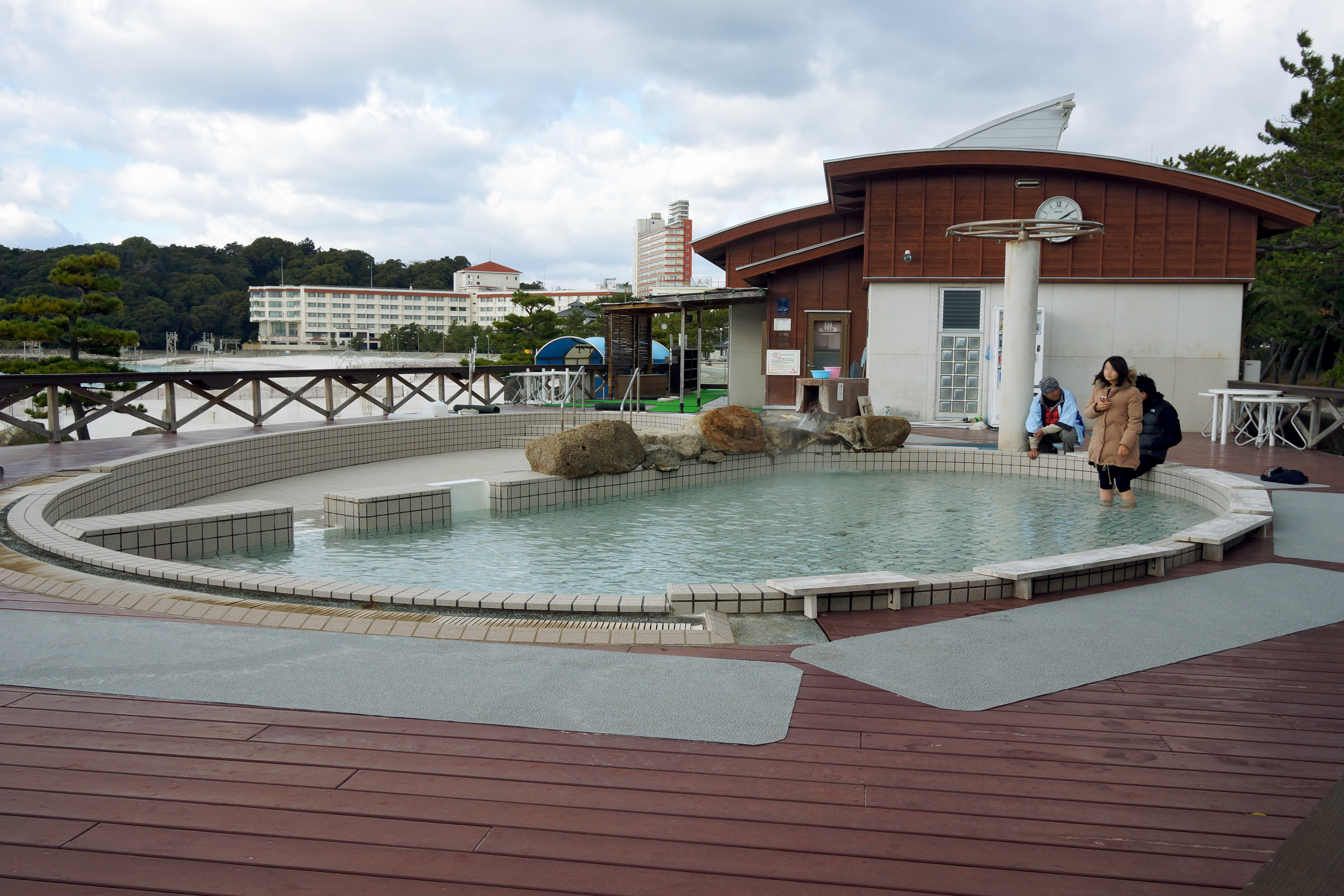
しらすな
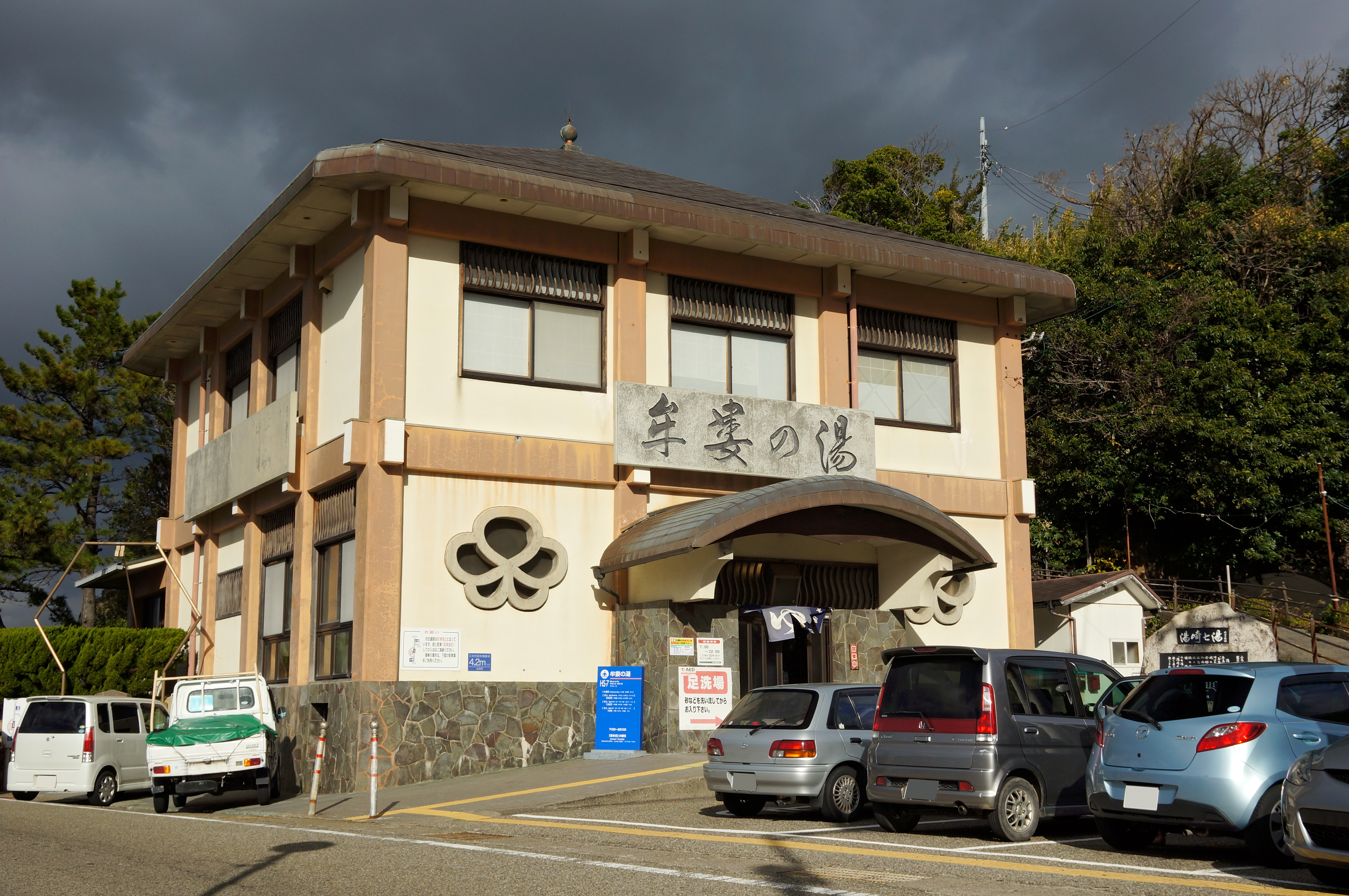
牟婁の湯
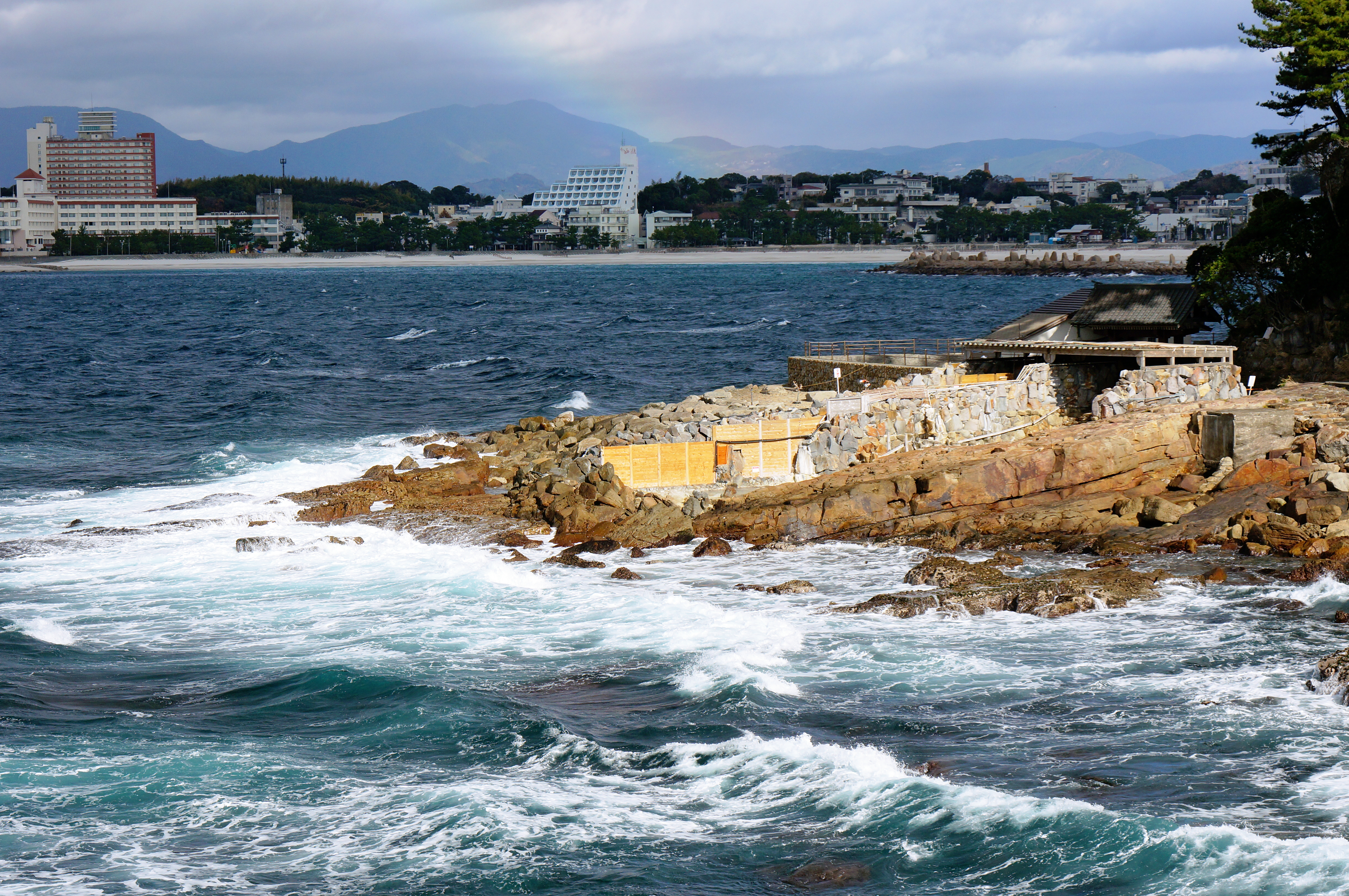
崎の湯

松の湯
公民館のような建物の中にあり、窓から景勝の円月島を眺めることができる。地元の人も多く利用する共同浴場。
白良湯
白良浜の砂浜から出たところにある共同浴場。夏は多くの海水浴客で賑わう。
しらすな
白良浜の砂浜の中にある露天風呂。男女混浴で夏は海水浴客が水着のまま利用し、冬は足湯に利用される。白良浜の中にあるので夏は海水浴客で大変賑わう。
牟婁の湯
日本書紀や万葉集に詠われた古い源泉である。
崎の湯
太平洋に面した開放感あふれる露天の岩風呂。658年（斉明4年）に斉明天皇と中大兄皇子が入湯したと言う由緒ある湯。紀州藩主時代の徳川吉宗も入湯した。波を間近に感じながら入れる温泉だが、天候が悪くなり波が高くなると入湯禁止になる。露天だが中央に仕切りを設けており男女別に入湯できる。
綱の湯
耐震性の低さによる危険性から2005年9月末で一旦閉鎖されたが、新築し2008年6月に開業。
- 松の湯
- 白良湯
- しらすな
- 牟婁の湯
- 崎の湯

### 民間の温泉施設
長生の湯
白浜温泉公園
山肌に作られた温泉施設。海を展望できる風呂や草木に囲まれた風呂など露天を中心に多くの湯船があり、別料金で家族やカップル向けの貸し切り風呂も利用できる。温泉以外に料亭や宿泊施設、プールも併設している。
千畳の湯グランパス
「オートキャンプ場グランパス」の中の温泉。オートキャンプ場の利用者が多い。
とれとれの湯
カタタの湯
いずれも堅田漁業協同組合が運営する「とれとれパーク」内にある（「とれとれの湯」は独立建物を持ち、「カタタの湯」はレストランに併設されている）。料理と温泉が楽しめる。同パーク内のホテル宿泊者は、宿泊プランによっては両施設の無料入浴券が配られる。

### 名産
太平洋や紀伊水道に面しているので海産物は豊富であるが、特に近隣のすさみ町ではイセエビの水揚高が日本一（自治体単位）であることから、イセエビ料理が名物になっているほか、クツエビ（セミエビ）も知られている。また、クエの水揚げも多く、古くから天然のクエを自慢とする宿もあるほか、2006年にクエの養殖に成功してから安定供給が図れるようになり、組合挙げてクエを名物としてPRしたところ、2008年の統計で、宿泊客一人あたりシーズンで1,200円、年間通して500円の増加となっている。

## 近隣の観光地
白浜の由来である白良浜は白くさらさらな砂浜。毎年ゴールデンウィークに海開きを行い、夏の海水浴シーズンは特に多くの観光客で賑わう。近くには熊野三所神社、千畳敷・円月島 ・三段壁などの景勝地や、南紀白浜アドベンチャーワールド・白浜エネルギーランド、南方熊楠記念館、白浜海中展望塔などの施設がある。特にパンダのいる南紀白浜アドベンチャーワールドは白浜温泉集客への貢献度が高い。

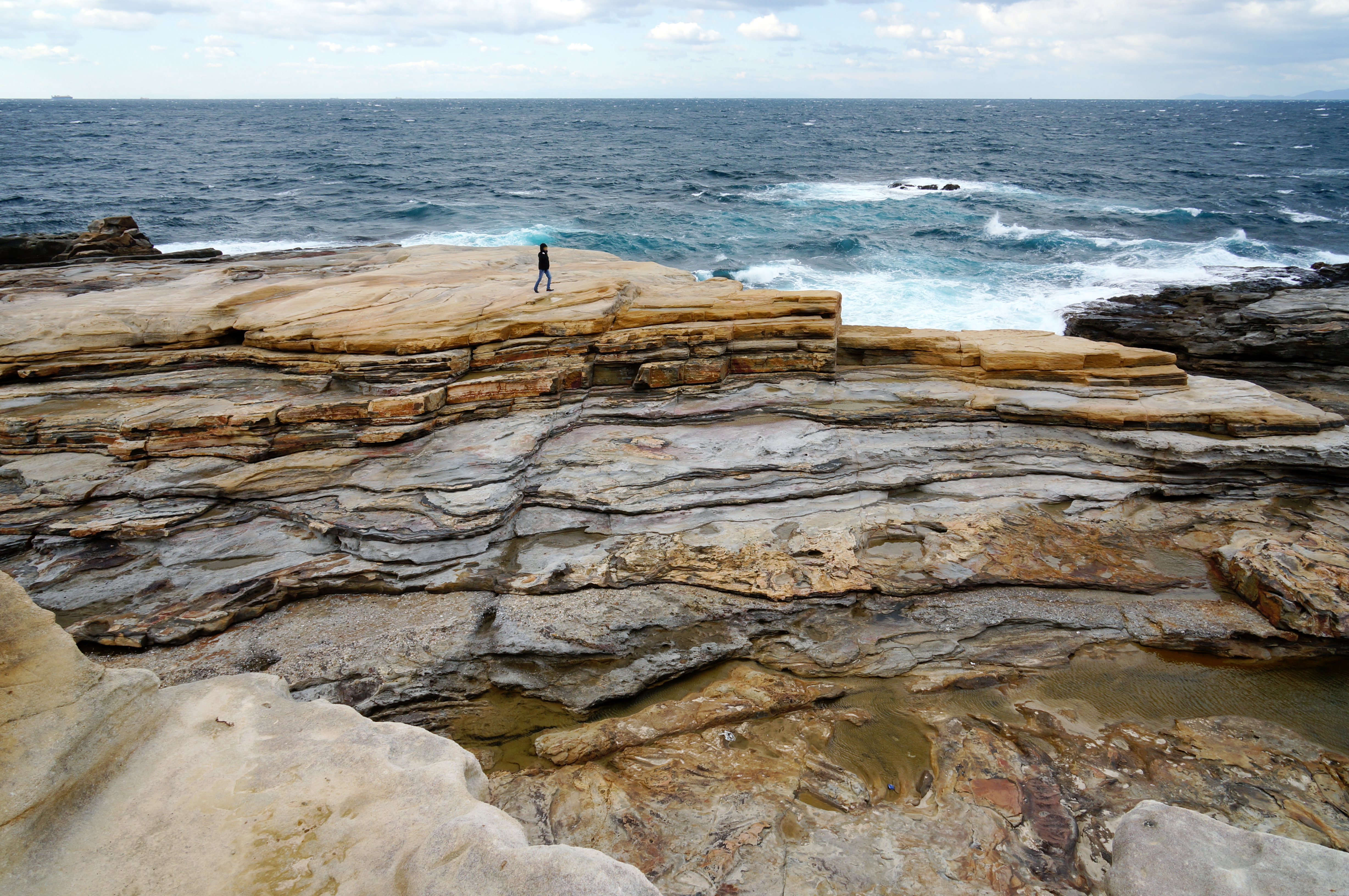
千畳敷
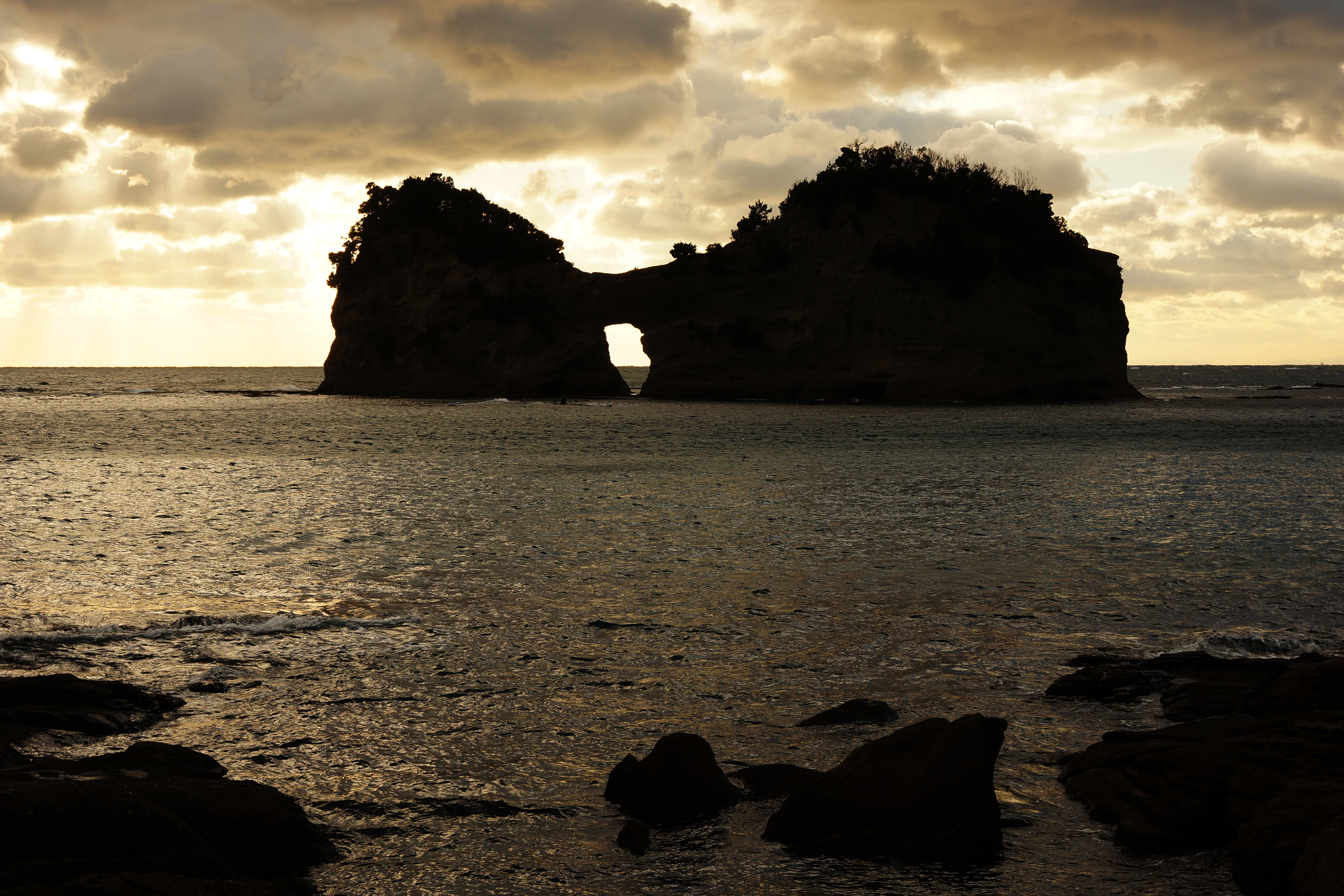
円月島
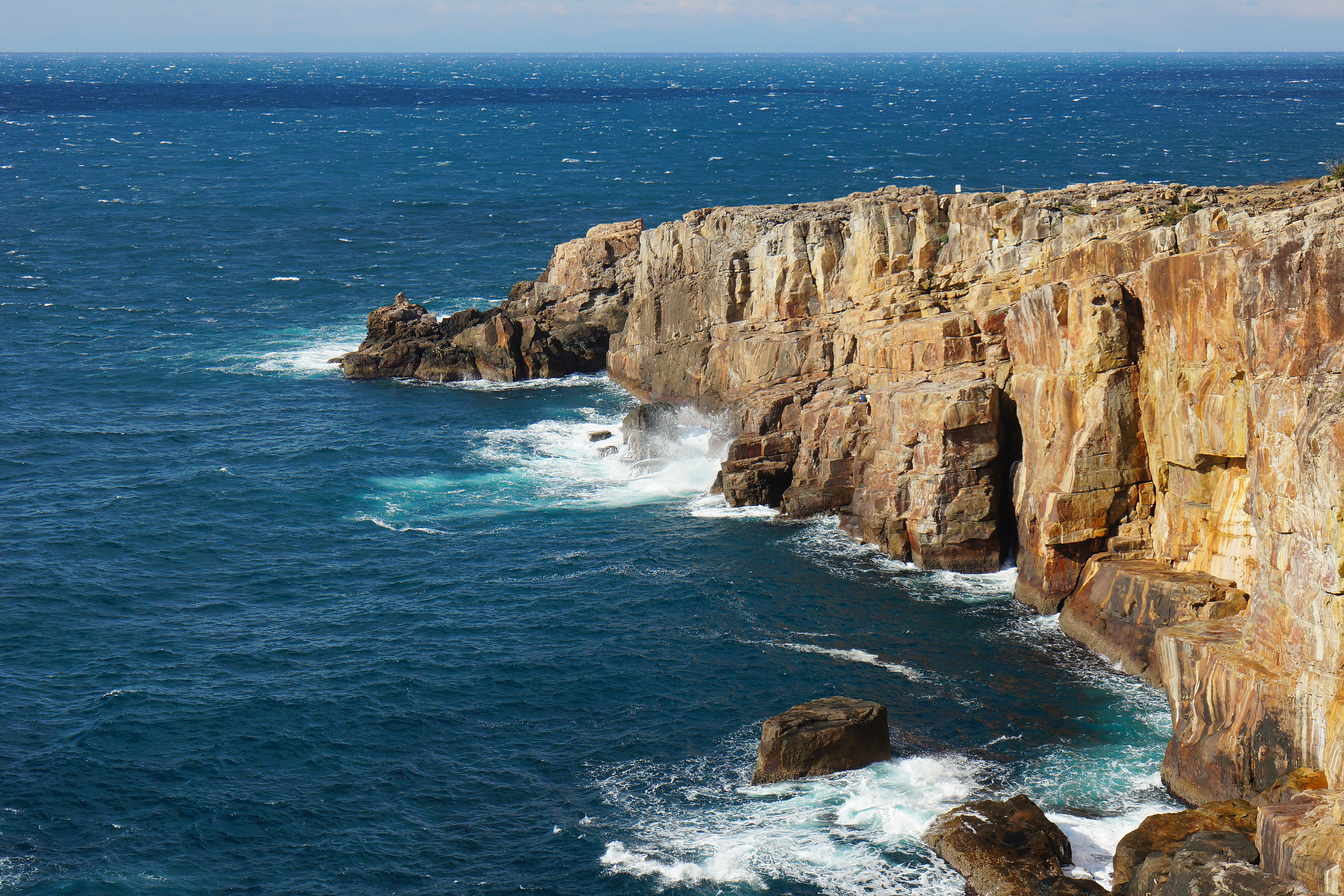
三段壁

## アクセス
- 鉄道：西日本旅客鉄道（JR西日本）紀勢本線（きのくに線）白浜駅（特急停車駅）から明光バス10分
- バス：大阪駅、難波駅、京都駅から高速バス（阪和自動車道経由）も運行。また、大宮駅・池袋駅・横浜駅から高速夜行バスも運行されている。
- 車：阪和自動車道から、紀勢自動車道、南紀白浜ICから白浜空港フラワーライン線（県道）ですぐ。大阪市内から約2時間。
- 飛行機：南紀白浜空港に東京の羽田便が就航している。

## 文献
- 桑原 康宏、1999、『熊野の集落と地名 - 紀南地域の人文環境』、清文堂 ISBN 479240486X
- 小池 洋一、1986、『和歌山県の地理』、地人社 ISBN 4885010551